# دنغ وي (وزن الاثقال)
دينغ وي ( ولدت في 14 شباط 1993 في سانمينغ، فوجيان) هي رباعة من الصين .

## وصلات خارجية
- دنغ وي على موقع الاتحاد الدولي (الإنجليزية)
- دنغ وي على موقع مشروع نتائج رفع الأثقال الدولية (الإنجليزية)
- دنغ وي على موقع IAT Database Weightlifting (الألمانية)
- دنغ وي على موقع اللجنة الأولمبية الدولية (الإنجليزية)
- دنغ وي على موقع أوليمبيديا (الإنجليزية)
- دنغ وي على موقع اللجنة الأولمبية الصينية (الإنجليزية)